# كريستيان مانويل تشافيز
كريستيان مانويل تشافيز (بالإسبانية: Cristian Manuel Chávez)‏ هو لاعب كرة قدم أرجنتيني، ولد في 16 يونيو 1986 في بوينس آيرس في الأرجنتين. شارك مع منتخب الأرجنتين لكرة القدم. أما مع النوادي، فقد لعب مع أرسنال ساراندي وبوكا جونيورز ونادي أستيراس تريبوليس ونادي لانوس ويونيون إسبانيولا.

## وصلات خارجية
- كريستيان مانويل تشافيز على موقع قاعدة بيانات كرة القدم.إي يو (الإنجليزية)
- كريستيان مانويل تشافيز على موقع ناشيونال فوتبول تيمز (الإنجليزية)
- كريستيان مانويل تشافيز على موقع Soccerway.com (الإنجليزية)
- كريستيان مانويل تشافيز على موقع AS.com (الإسبانية)